# Okręg Belfort
Okręg Belfort (fr. Arrondissement de Belfort) – okręg we wschodniej Francji. Populacja wynosi 142 tysiące.

## Podział administracyjny
W skład okręgu wchodzą następujące kantony:
- Beaucourt,
- Belfort-Centre,
- Belfort-Est,
- Belfort-Nord,
- Belfort-Ouest,
- Belfort-Sud,
- Châtenois-les-Forges,
- Danjoutin,
- Delle,
- Fontaine,
- Giromagny,
- Grandvillars,
- Offemont,
- Rougemont-le-Château,
- Valdoie.